# Reality (2023)
Reality (auch Reality – Wahrheit hat ihren Preis) ist ein US-amerikanischer Spielfilm von Tina Satter aus dem Jahr 2023. Die Premiere des Dramas erfolgte im Februar 2023 bei der 73. Berlinale. Der deutsche Kinostart war am 8. Februar 2024.

## Handlung

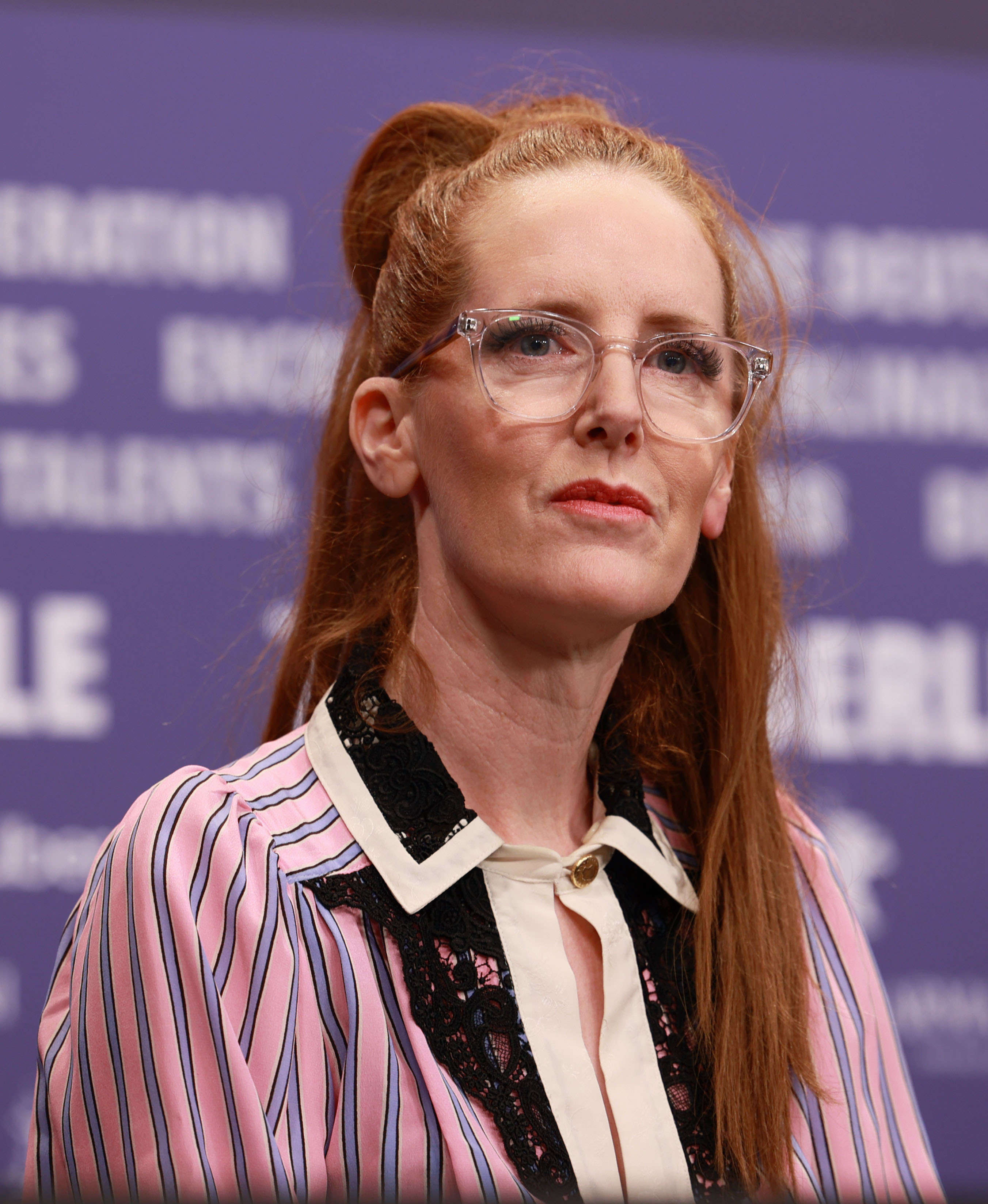
Regisseurin Tina Satter, Berlinale 2023

Der Film schildert die im Jahr 2017 durchgeführte Hausdurchsuchung bei der Whistleblowerin Reality Winner im US-Bundesstaat Georgia.
Am 9. Mai 2017 sieht Reality Winner die Berichterstattung von Fox News über die Entlassung von James Comey durch Präsident Donald Trump im Fernsehen in ihrem Büro. 25 Tage später, am 3. Juni, kehrt Winner nach dem Einkaufen von Lebensmitteln nach Hause zurück, wo sie von den FBI-Agenten Taylor und Garrick konfrontiert wird, die erklären, dass sie einen Durchsuchungsbeschluss für ihr Haus, ihr Auto und sie selbst haben. Als ein Team von Agenten eintrifft und mit der Durchsuchung des Hauses beginnt, führt Winner zwanglose Gespräche mit den Agenten, die alle von einem Aufnahmegerät aufgezeichnet werden. Das Transkript dieser Gespräche bildet die Grundlage für den Dialog des Films. Zu Beginn des Mitschnitts äußert Winner Bedenken um die Sicherheit ihres Hundes und ihrer Katze während der Durchsuchung.
Winner stimmt zu, mit Taylor und Garrick in einem leeren, ungenutzten Zimmer in ihrem Haus zu sprechen. Garrick und Taylor beginnen, sie nach den Einzelheiten ihrer Arbeit zu befragen. Sie erklärt, dass sie neben ihrer Tätigkeit als Yoga-Lehrerin, vor allem als Farsi-Übersetzerin für einen Regierungsauftragnehmer arbeitet und darauf hofft, als Übersetzerin nach Afghanistan entsandt zu werden, damit ihre Kenntnisse des Paschtu besser genutzt werden können. Die Agenten enthüllen schließlich, dass sie Winner wegen des kürzlich erfolgten Leaks von klassifizierten Regierungsdokumenten an eine Online-Publikation befragen. Zunächst leugnet Winner jegliche Kenntnis, gibt jedoch im Laufe einer Stunde schließlich zu, dass sie ein Dokument aus der Datenbank der Nationalen Sicherheitsbehörde ausgedruckt und hinaus geschmuggelt hat. Zunächst werden in dem Film Einzelheiten des Lecks geschwärzt, wie es auch im Transkript geschieht, aber schließlich wird offenbart, dass die Dokumente den Beweis für russische Einmischung in die US-Wahlen von 2016 enthüllten und die Veröffentlichung bei The Intercept erfolgte, das nach Beweisen für russische Einmischung gefragt hatte.
Winner bestreitet, ein Whistleblower zu sein. Sie habe lediglich gewollt, dass die amerikanische Öffentlichkeit dieselben Informationen habe wie die Regierung über die Manipulation der Wahlen.  So habe sie die öffentliche Diskussion gestört, wenn sie gleichzeitig die Beweise für die wahre Tatsachengrundlage kannte. Als die Vernehmung endet, äußert sie hauptsächlich Besorgnis um ihre Haustiere, da ihr bewusst wird, dass sie in Gewahrsam genommen wird. Sie wird aus ihrem Haus eskortiert und in Handschellen gelegt, während Aufnahmen von Medienberichten über den Leak gezeigt werden. Einige Medien kritisieren The Intercept dafür, dass das Leck Winner zugeordnet werden konnte, und andere spekulieren, dass die Bestrafung von Winner darauf abzielte, potenzielle Whistleblower abzuschrecken. Der Hauptvorwurf der US-Regierung bestand darin, dass mit dem Dokument die geheimen Ermittlungsmethoden der National Security Agency öffentlich wurden.
Ein textueller Epilog erklärt, dass Winner Kaution verweigert wurde und unter dem Spionagegesetz angeklagt wurde. Sie verbrachte vier Jahre im Gefängnis und wurde danach bis November 2024 unter Bewährung entlassen.

## Hintergrund
Es handelt sich um das Spielfilmdebüt von Tina Satter. Sie inszeniert das Werk mit unveränderten Originaldialogen aus einer FBI-Tonaufzeichnung. Die Titelrolle übernahm die US-amerikanische Schauspielerin Sydney Sweeney.
Der Spielfilm erfolgte nach einer Theaterinszenierung von Satter mit dem Titel „Is This a Room“ (deutsch: „Ist dies ein Zimmer“), die im Januar 2019 in New York City uraufgeführt wurde. Eine Kritikerin der Monatszeitschrift Artforum lobte die Inszenierung als ein „scharfes Stück politisches Theater“. Im Film wurden die Rollen mit Filmschauspielern neu besetzt.
Mit Winner von Susanna Fogel entstand ein Jahr später ein weiterer Film, der die Verhaftung und Verurteilung der Whistleblowerin Reality Winner wegen Weitergabe nachrichtendienstlicher Informationen zur russischen Einflussnahme auf den US-Wahlkampf 2016 an die Nachrichtenwebseite The Intercept thematisiert.

## Veröffentlichung
Die Uraufführung von Reality war am 18. Februar 2023 bei den Internationalen Filmfestspielen Berlin in der Sektion Panorama. In den USA wurde der Film am 29. Mai 2023 beim Sender HBO ausgestrahlt. Seitdem ist der Film auf der Streamingplattform Max verfügbar. In Deutschland startete der Film am 8. Februar 2024 im Verleih von Plaion/Grandfilm in den Kinos.

## Rezeption und Auszeichnungen
Nach Rotten Tomatoes hat der Film unter Kritikern ein Zustimmungsrate von 94 Prozent. Zusammengefasst soll bei dem Film die enge Perspektive auf Reality und die packende, auf Tatsachen basierende Geschichte, eine fesselnde Bühne für Sydney Sweeney in der Hauptrolle bieten.
Jannek Suhr gab dem Film bei epd Film 4 von 5 Sternen und merkte an, dass der Film trotz der geringen Handlung spannend sei, weil er eine „hoch spannende Auseinandersetzung über die Verhörtaktiken des FBI“ beinhalte. Außerdem werden gekonnt filmische Mittel zur Darstellung des Inhalts benutzt.
Andreas Köhnemann verlieh dem Film 4,5 von 5 Sternen bei Kino-Zeit und lobt, wie der Film die originalen Quellen in die Inszenierung einbaut. Außerdem sei die schauspielerische Leistung von Sydney Sweeney so präzise, dass sie eine komplexe und authentische Darbietung zeige.
Auch Tobias Obermeier fiel in Die Tageszeitung die schauspielerische Leistung von Sydney Sweeney auf. Sie changiere nur mit ihrer Mimik „zwischen Gefasstheit, Angst und äußerster Angespanntheit angesichts des drohenden Unheils, das über ihr heraufzieht.“
Christopher Suss schreibt im INDIEKINO MAGAZIN: „Getragen von einer herausragenden Performance von Sydney Sweeney als Winner, ständig zwischen militärischer Ernsthaftigkeit und unterdrückter Nervosität pendelnd, und Satters Feingefühl für die richtige Dosis bildlicher Poesie, marschiert der Debütfilm unbeirrt durch die 80 Seiten Verhörtranskript, inklusive zensierter Stellen, filmgeworden durch Glitch-Effekte. Was bleibt? Neben einer tiefgehenden Figurenstudie nichts weniger als ein tiefer Blick in das Innenleben des zeitgenössischen US-Amerikas.“
Im Rahmen der Aufführung auf der Berlinale war der Film für den Panorama Publikumspreis nominiert. Bei den Gotham Awards 2023 erhielt er eine Nominierung als Bester Film.